# Стабло храста китњака (Дивљана)
Овај храст, споменик природе се налази у јужној Србији, у селу Дивљана, које је удаљено неких 5 km од Беле Паланке.
Заветни храст је аутохтона врста китњака, има пречник од 2 m, док је измерени обим 6,35 m и висине око 15 m.
Према расположивим списима туристичка организација Беле Паланке промовише храст као најстарије живо биће на Балкану које су поданици македонског цара Самуила засадили још 1026. године У Заводу за заштиту природе Србије рекли су  да старост храста китњака процењују на преко 700 година, али да тачан број година није могуће одредити.
С обзиром да је дрво скоро цело издубљено и да је остала само кора Завод за заштиту природе Србије није могао поузданом методом (узимањем узорака Преслеровим сврдлом) утврдити старост дрвета, али је на основу других параметара утврђено да је старо преко 700 година.
Овај храст је у народу познат под именом Миро, што би требало да означава место за поштовање или свето место. У ранијим годинама су се под храстом окупљали људи у време сеоских слава и преслава, као и других догађаја од важности.
Одмах наспрам храста који због његовог изгледа многи са правом називају чудесним, налази се још један, нешто мањи и нешто млађи храст, то стабло је старости око 350 година и пречника 1,2 метра.